# Richard Feist
Richard Feist fue un deportista alemán que compitió en luge. Ganó dos medallas en el Campeonato Europeo de Luge, plata en 1928 y oro en 1929.

## Palmarés internacional
| Campeonato Europeo | Campeonato Europeo      | Campeonato Europeo | Campeonato Europeo |
| Año                | Lugar                   | Medalla            | Prueba             |
| ------------------ | ----------------------- | ------------------ | ------------------ |
| 1928               | Schreiberhau (Alemania) | Medalla de plata   | Doble              |
| 1929               | Semmering (Austria)     | Medalla de oro     | Doble              |